# 新沃斯克列先卡
47°22′14″N 31°24′10″E / 47.37056°N 31.40278°E
新沃斯克列先卡（烏克蘭語：Нововоскресенка），是烏克蘭南部的村莊，隸屬尼古拉耶夫州的沃茲涅先斯克區。該村面積0.67平方公里，海拔高度14米，2001年人口273，人口密度每平方公里407.5人。